# 부여 능산리사지 석조사리감
부여 능산리사지 석조사리감(扶餘 陵山里寺址 石造舍利龕)는 충청남도 부여군 부여읍 국립부여박물관에서 소장하고 있는 백제 시대의 사리를 보관하는 용기이다. 능산리 절터의 중앙부에 자리한 목탑 자리 아래에서 발굴되었으며 567년(위덕왕 13년)에 만들어졌다. '백제 창왕명 석조사리감'(百濟 昌王銘 石造舍利龕)이라고도 하는데, 창왕(昌王)은 위덕왕(威德王)의 또다른 이름이다. 
1996년 5월 30일 대한민국의 국보 제288호로 지정되었다.

## 명문
百濟昌王十三秊太歲在丁亥, 妹兄公主供養舍利.

 
백제 창왕 13년 정해년에 매형공주가 사리 공양을 했다.

## 개요
백제 때 사리를 보관하는 용기로, 능산리 절터의 중앙부에 자리한 목탑 자리 아래에서 발견되었다.
출토 당시 이미 사리감이 훼손된 상태로 사리 용기는 없었다. 사리감은 위쪽은 원형, 아래쪽은 판판한 터널형으로 높이 74cm, 가로·세로 50cm이다. 감실 내부의 크기는 높이 45cm 정도로 파내었으며, 내부에 사리 장치를 놓고 문을 설치했던 것으로 추정되는 턱이 마련되어 있다. 
감실의 좌·우 양 쪽에 각각 중국 남북조 시대의 서체인 예서(隸書)풍의 글자가 10자씩 새겨져 있다. 명문(銘文)에 의하면 성왕(聖王)의 아들로 554년 왕위에 오른 창왕(昌王, 위덕왕)에 의해 567년 만들어졌으며, 성왕(聖王)의 따님이자 창왕(昌王)의 여자 형제인 공주가 사리를 공양하였다는 내용으로 파악된다.
이 사리감은 백제 역사 연구에 새로운 금석문 자료로서 백제와 중국과의 문화교류의 일면을 파악할 수 있는 자료이다. 또한 사리를 봉안한 연대와 공양자가 분명하고, 백제 절터로서는 절의 창건연대가 당시의 유물에 의해 최초로 밝혀진 작품으로서 그 중요성이 크다.

## 같이 보기
- 위덕왕
- 능산리사지
- 부여 능산리 고분군

## 참고 자료
- 부여 능산리사지 석조사리감 - 국가유산청 국가유산포털